# Monsieur Bigras
Pour les articles homonymes, voir Bigras.
Monsieur Bigras est un roman de Geneviève de la Tour Fondue publié à Montréal en 1944 aux Éditions Beauchemin,.

## Synopsis
Geneviève de la Tour Fondue raconte l’histoire d’un jeune Québécois ambitieux, Florimond Bigras qui, à la mort de son père, choisit d’aller faire sa vie à Montréal plutôt que de rester sur la ferme familiale à Verchères. Il y connaît la réussite commerciale mais néglige son épouse, Herminie, et ses deux fils ; une ascension sociale qui ne devient finalement qu’un mirage.
L’ouvrage a fait l’objet de nombreuses critiques au moment de sa parution ainsi que d'une notice dans le Dictionnaire des œuvres littéraires du Québec en 1980.

## Critiques

### Léonce Cantin.Dictionnaire des œuvres littéraires du Québec
« L’auteur présente cette ascension sociale comme un mirage dont le couple est la victime. Cherchant à donner de la couleur locale à ses descriptions, il se laisse parfois séduire par les anglicismes, cause directe de certains effets douteux, parce qu'un peu plaqués. Mais le vocabulaire varié et les descriptions d'un Montréal en plein essor confirment le talent d'un écrivain qui, tenté par le roman à thèse, cherche ses modèles dans la vie des gens simples, vulnérables, jouets d'un destin écrit à l’avance », écrit Léonce Cantin dans le Dictionnaire des œuvres littéraires du Québec.

### Roger Duhamel.L'Action nationale.
Monsieur Bigras est à peine un roman ; c'est beaucoup plus une monographie sociale et c'est à ce titre qu'il nous agrée. On n'y trouve aucune transposition, indispensable à une œuvre romanesque. L’auteur, esprit très lucide, dirige constamment ses personnages et ne leur abandonne aucune autonomie. On avait déjà remarqué ce travers dans Retour à la Vigie, mais il est ici beaucoup plus accentué. Reconnaissons toutefois à Geneviève de la Tour Fondue le mérite de renouveler ses thèmes et de s’interdire de tourner en rond. C’est déjà beaucoup. (…) Monsieur Bigras fournit un beau sujet d’étude sur notre milieu. C’est sans doute ce que cherchait l’auteur, dont on connaît avant tout les préoccupations sociales et le souci de comprendre ce qui l’entoure. Dans cette perspective, elle s’est égalée à son sujet », écrit Roger Duhamel dans l’Action nationale de 1944.

### Henri Girard.Le Canada.
« Le roman est en somme une sorte de canevas sur lequel l’auteur brode des pensées qui ne sont pas toutes neuves, mais toujours exprimées avec clarté et sobriété. Rien de moins pédant que le style de Mlle de la Tour Fondue. Ici et là, des aperçus fort intelligents sur Montréal et ses mœurs, écrit Henri Girard dans Le Canada.